# KNDS
KNDS N.V., vormals KMW+Nexter Defense Systems N.V., ist ein niederländischer Rüstungskonzern mit Sitz in Amsterdam. Er entstand aus einer Fusion von Krauss-Maffei Wegmann und Nexter und ist hälftig im Besitz der französischen Agence des participations de l’État und der Wegmann-Gruppe.

## Vorgeschichte

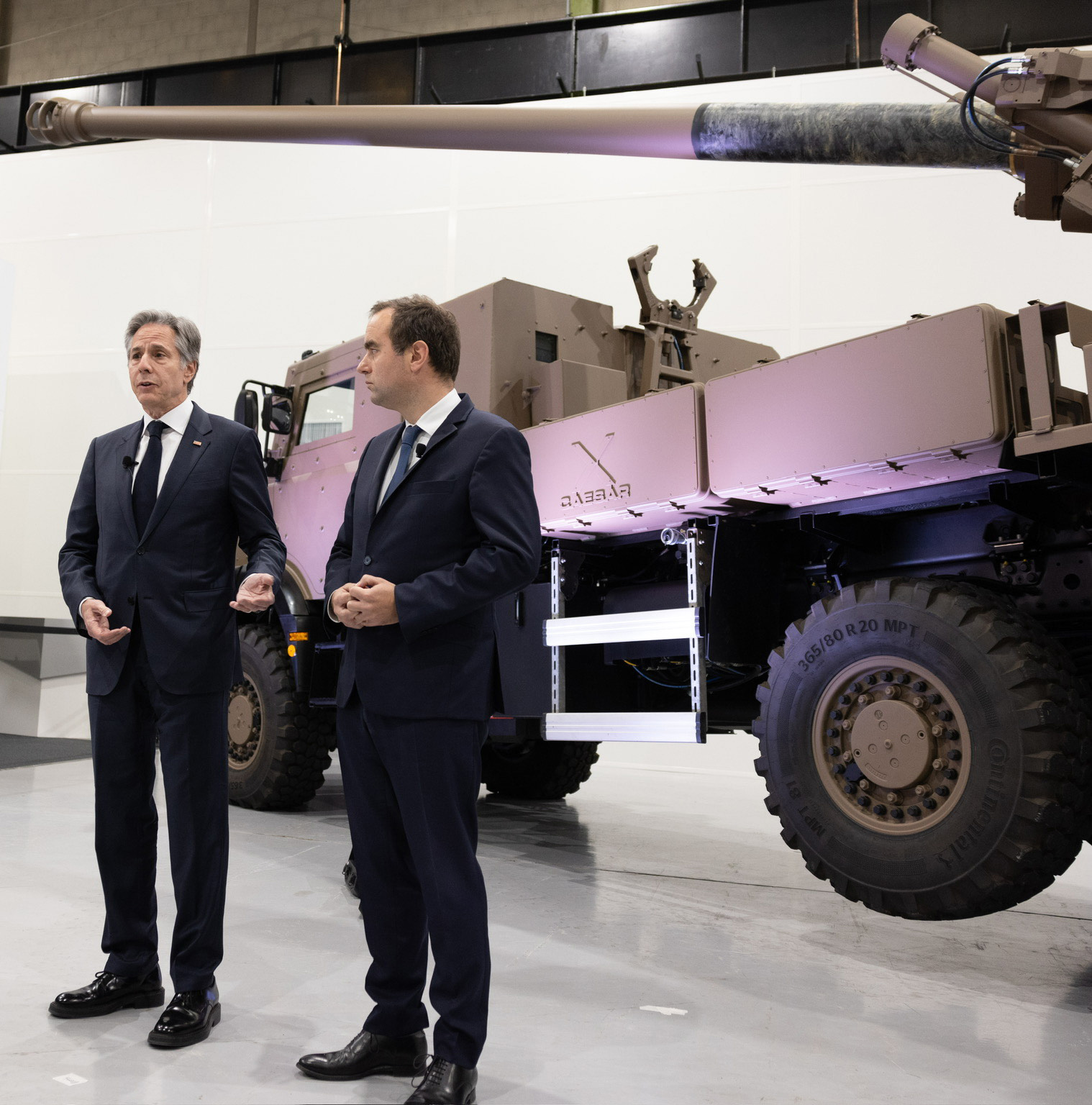
Antony Blinken und Sébastien Lecornu 2024 am Sitz von KNDS France in Paris.

Schon seit Jahren litt die deutsche Verteidigungsindustrie unter dem Sparkurs der Bundeswehr. Der Panzerbauer Krauss-Maffei Wegmann (KMW) plante deshalb, sich neu aufzustellen und betrieb eine Fusion mit dem französischen Wettbewerber Nexter. In der deutschen Politik stießen diese Pläne jedoch zum Teil auf Kritik, was KMW-Chef Frank Haun und Nexter-Chef Philippe Burtin nicht daran hinderte, an den Plänen einer Fusion festzuhalten.
Beide unterzeichneten am 1. Juli 2014 eine Grundsatzerklärung in Paris. Darin wurde zwischen den beiden Rüstungsunternehmen beschlossen, sich bis Frühjahr 2015 unter einer gemeinsamen 50:50-Holding namens KANT zu vereinigen. Nexter gehörte vollständig dem französischen Staat und sollte nach einem Vorschlag des damaligen Wirtschafts- und Industrieministers Emmanuel Macron privatisiert werden. Das Unternehmen konstruierte den Kampfpanzer Leclerc, während Krauss-Maffei Wegmann den Leopard 2 entwickelt hat.

## Gründung und Struktur
Vor der Gründung bestand das gemeinsame Projekt KANT (KMW And Nexter Together).
Auf die KNDS-Holding haben sich beide Unternehmen bei der Vertragsunterzeichnung mit einer 50:50-Beteiligung am 29. Juli 2015 in Paris geeinigt.
Eine Allianz der beiden Gruppen unter einer gemeinsamen Holding und dem vorläufigen Arbeitstitel Honosthor N.V. schuf ein Unternehmen mit einem Jahresumsatz von etwa zwei Milliarden Euro, einem Auftragsbestand von rund 6,5 Milliarden Euro, mehr als 6000 Mitarbeitern und Europas Nummer Eins bei Kampfpanzern.
Ziel war die von der damaligen deutschen Verteidigungsministerin Ursula von der Leyen gewünschte europäische Entwicklung des für 2030 notwendigen und vorgesehenen Nachfolgers der deutschen und französischen Kampfpanzer.
Als Vorbild für diese internationale Zusammenarbeit im Rüstungsbereich gilt die Airbus Group.
KNDS beschloss im Januar 2025, das Werk von Waggonbau Görlitz zu übernehmen.

## Kontroversen
In beiden Ländern wurden die Fusionspläne kritisch beobachtet, weil das Panzergeschäft in Europa seit jeher als sehr sensibel behandelt wird. Die französische Partei Front National wehrte sich heftig gegen eine Fusion und lehnte das Projekt entschieden ab. In der SPD befürchtete man, mit der Fusion würde Krauss-Maffei Wegmann zunehmend ein französisches Unternehmen und die auch mit Steuermitteln aufgebaute Technologie würde ins Nachbarland abwandern.
Die deutschen Befürworter wandten aber ein, dass die Franzosen weniger streng sind, wenn es um Rüstungsexporte geht, dies könnte KMW nach einer Vereinigung für künftige Panzermodelle ausnutzen. Andere sehen zudem die Notwendigkeit für einen neuen Rahmen bei gemeinsamen Operationen der NATO-Länder sowie für die Standardisierung und Vereinheitlichung der Ausrüstung der Armeen.